# 郝云昆
郝云昆（1971年4月—），彝族，中国人民解放军海军大校，现任扬州军分区大校司令员。
2021年10月，任扬州军分区大校司令员。他还是扬州市第九届人大常委会委员、江苏省第十四届人大代表。